# Chlorochaeta theodoraria
Chlorochaeta theodoraria är en fjärilsart som beskrevs av Charles Oberthür 1916. Chlorochaeta theodoraria ingår i släktet Chlorochaeta och familjen mätare. Inga underarter finns listade i Catalogue of Life.